# Авиационные происшествия Аэрофлота 1950 года

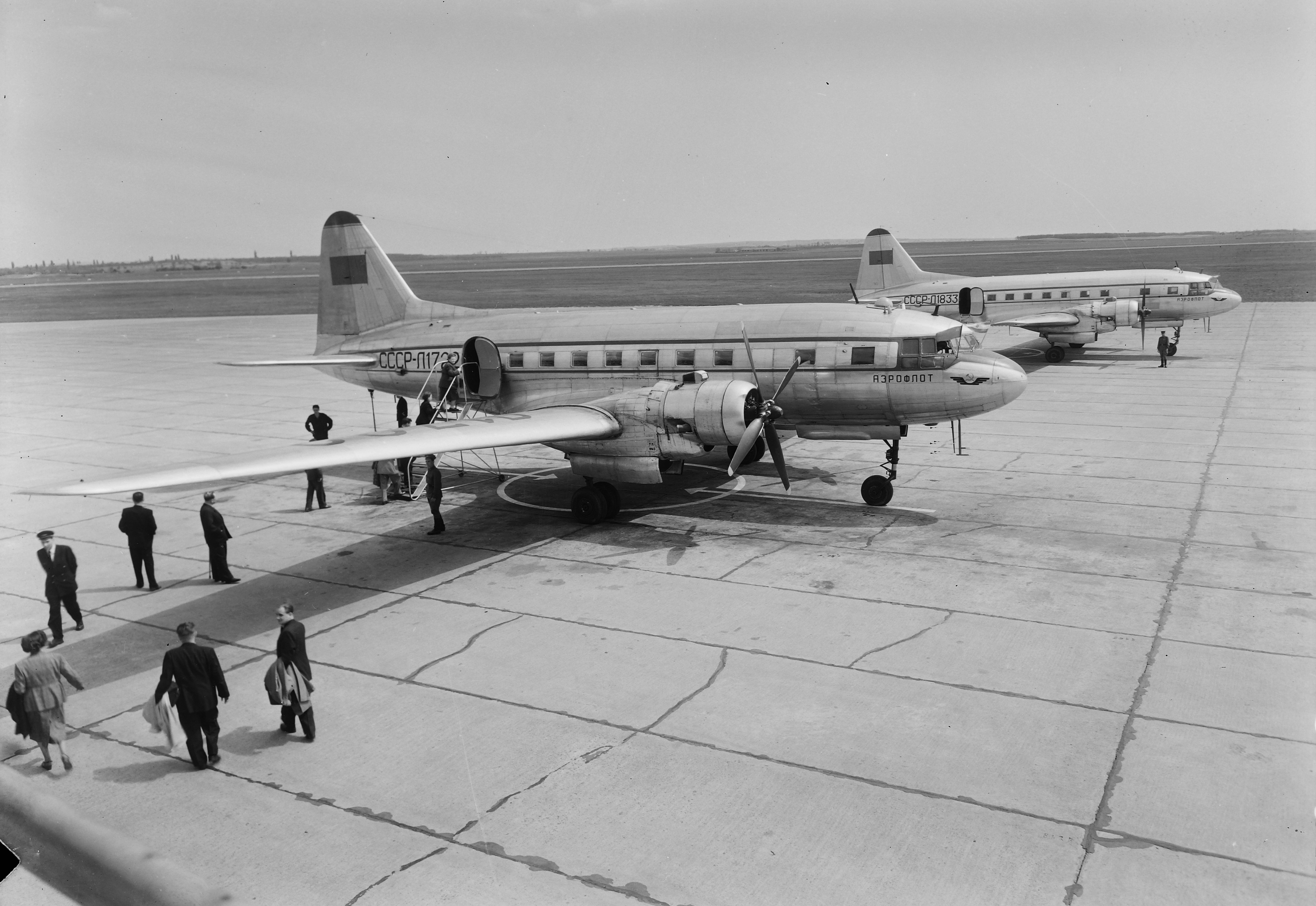
Ил-12П предприятия «Аэрофлот»

Авиационные происшествия и инциденты, включая угоны, произошедшие с воздушными судами Главного управления гражданского воздушного флота при Совете министров СССР («Аэрофлот») в 1950 году.
В этом году крупнейшая катастрофа с воздушными судами предприятия «Аэрофлот» произошла 30 июля в Караганде, когда у самолёта Ил-12П после взлёта отказал двигатель, а при возврате произошла потеря скорости, в результате чего авиалайнер врезался в землю и разрушился, при этом погибли 25 человек (подробнее…).

## Список
Отмечены происшествия и инциденты, когда воздушное судно было восстановлено.
| Дата                 | Место                                                                         | ВС     | Бортовой номер | Управление                           | Жертв | Описание | И      |
| -------------------- | ----------------------------------------------------------------------------- | ------ | -------------- | ------------------------------------ | ----- | --- | ------ |
| 25 января 1950 года  | между Уялами и Узунколью, 85—90 км от Акмолинска                              | По-2А  | А1606          | Казахское                            | 1/1   | Упал на землю после дезориентации уставшего пилота в условиях белой мглы                                                                                    | [ 1 ]  |
| 9 марта 1950 года    | Улаганский аймак, 8 км С Балыктыюля                                           | По-2С  | К1115          | Западно-Сибирское                    | 2/3   | При полёте под безопасной высотой выполняя вираж в горном районе потерял скорость и врезался в деревья                                                      | [ 2 ]  |
| 7 апреля 1950 года   | близ Киева                                                                    | Ли-2   | Л4411          | Украинское                           | 0/?   | После нескольких безуспешных заходов на посадку в СМУ произошло истощение топлива; вынужденная посадка на местности                                         | [ 3 ]  |
| 17 апреля 1950 года  | 29 км ЮЗ Витима (59°20′ с. ш. 112°07′ в. д.)                                  | ТС-62  | Л862           | Восточно-Сибирское                   | 10/20 | Вынужденная посадка в тайге после пожара и отделения левого двигателя                                                                                       | [ 4 ]  |
| 23 апреля 1950 года  | Якутск                                                                        | Fw 200 | Н500           | Полярной авиации                     | 0/9   | При посадке с перелётом выкатился за боковые пределы ВПП с разрушением шасси и повреждением планера                                                         | [ 5 ]  |
| 23 мая 1950 года     | Кущёвский район, 5-е отделение зерносовхоза «Кущёвский»                       | АП     | А2562          | Северо-Кавказское                    | 1/1   | В ходе авиационно-химических работ из-за ошибок в пилотировании потерял скорость и врезался в землю                                                         | [ 6 ]  |
| 24 июня 1950 года    | Туруханский район                                                             | A-20   | Ф284           | Новосибирский АФО Новосибирского АГП | 4/4   | Пропал без вести после пролёта Имбатского | [ 7 ]  |
| 25 июня 1950 года    | Кишинёв, улица Ленина, д. 100                                                 | По-2А  | А1777          | Молдавский ОАО                       | 1/1   | В самовольном вылете из-за воздушного хулиганства (выполнение фигур пилотажа на малой высоте) нетрезвого пилота врезался в крышу жилого дома                | [ 8 ]  |
| 26 июня 1950 года    | Химкинское водохранилище, Москва                                              | КМ-2   | Н488           | Полярной авиации                     | 2/6   | При посадке из-за ошибок пилота зарылся в воду и разрушился                                                                                                 | [ 9 ]  |
| 19 июля 1950 года    | 4,5 км СЗ Алексеевки (Тбилиси)                                                | Ил-12П | Л1340          | Грузинское                           | 4/11  | В учебном полёте при заходе на посадку зацепил возвышенность и упал на землю                                                                                | [ 10 ] |
| 23 июля 1950 года    | между Сеймчаном и Омсукчаном                                                  | По-2   | Х885           | Авиаотряд Дальстроя                  | 3/3   | Пропали без вести; вероятно, упали в тайгу после потери экипажами ориентировки и истощения топлива                                                          | [ 11 ] |
| 23 июля 1950 года    | между Сеймчаном и Омсукчаном                                                  | По-2   | Х961           | Авиаотряд Дальстроя                  | 3/3   | Пропали без вести; вероятно, упали в тайгу после потери экипажами ориентировки и истощения топлива                                                          | [ 11 ] |
| 30 июля 1950 года    | Караганда                                                                     | Ил-12П | Л1803          | Казахское                            | 25/25 | Отказ левого двигателя после взлёта; при возврате в аэропорт из-за ошибок в пилотировании потерял скорость и сорвавшись в штопор упал на землю (подробнее…) | [ 12 ] |
| 11 августа 1950 года | 3,1 км от Кольцова, Свердловск                                                | Ил-12П | Л1706          | 1-я Московская АГ                    | 2/27  | При самовольном заходе на посадку врезался в деревья | [ 13 ] |
| 13 августа 1950 года | 18 км СВ Каньона, 72 км СЗ Сеймчана                                           | Ли-2   | Х955           | Авиаотряд Дальстроя                  | 5/5   | Столкновение с сопкой после отклонения от трассы и снижения под безопасную высоту                                                                           | [ 14 ] |
| 11 октября 1950 года | Снежница, 30 км З Красноярска                                                 | A-20   | Ф341           | Новосибирский АФО Новосибирского АГП | 5/5   | Столкновение с сопкой после снижения под безопасную высоту                                                                                                  | [ 15 ] |
| 23 октября 1950 года | близ Новосибирска                                                             | A-20   | Ф283           | Новосибирский АФО Новосибирского АГП | 2/5   | Отказ правого двигателя после взлёта; вынужденная посадка на лес после падения мощности в левом двигателе                                                   | [ 16 ] |
| 26 октября 1950 года | центральная Арктика                                                           | С-47   | Н369           | Полярной авиации                     | 0/7   | После взлёта с короткой ледовой площадки и с попутным ветром из-за малой скорости перешёл в сваливание и упал на лёд                                        | [ 17 ] |
| 9 ноября 1950 года   | 2 км СВ Туруханска                                                            | ТС-62  | Л1098          | Красноярское                         | 2/12  | При заходе на посадку обледеневший самолёт потерял скорость и перейдя в сваливание упал в лес                                                               | [ 18 ] |
| 23 ноября 1950 года  | Софринский научно-исследовательский полигон, СЗ Реполова                      | Ту-2   | Х796           | МСХМ СССР                            | 1/4   | Упал в лес после отказа и пожара правого двигателя; члены экипажа, кроме штурмана, эвакуировались на парашютах                                              | [ 19 ] |
| 27 декабря 1950 года | гора Мынжилги, хребет Каратау, 72 км СВ Туркестана Южно-Казахстанская область | Ли-2   | Л4003          | Узбекское                            | 8/8   | В тренировочном полёте отклонился от трассы и врезался в гору (подробнее…)                                                                                  | [ 20 ] |